# نهر كوبوك
نهر كوبوك  هو نهر يقع في منطقة القطب الشمالي في شمال غرب ألاسكا في الولايات المتحدة. يبلغ طوله حوالي 280 ميل (451 كـم) طويلة.  تصريف حوض بمساحة 12,300 ميل مربع (32,000 كـم2) ،  يعد نهر كوبوك من أكبر الأنهار في شمال غرب ألاسكا حيث يصل عرضه إلى 1500 قدم (460 م) ويتدفق بسرعة 3-5 ميل في الساعة (5-8). كم في الساعة) في مجراه السفلي والوسطى.  يبلغ متوسط ارتفاع حوض نهر كوبوك 1,300 قدم (400 م) فوق مستوى سطح البحر، ويتراوح من مستوى سطح البحر القريب إلى 11400 قدم (3475 م). تشمل الطبوغرافيا الجبال المنخفضة والمتدحرجة والسهول والأراضي المنخفضة، والأراضي الجبلية الوعرة متوسطة الارتفاع، وبعض الهضاب والمرتفعات ذات الانحدار الخفيف. يحتوي النهر على مجموعة استثنائية من أسماك الخراف، وهي سمكة بيضاء مفترسة كبيرة ضمن عائلة السلمون ، توجد في جميع أنحاء القطب الشمالي والتي تفرخ في الروافد العليا للنهر خلال فصل الخريف.  يستخدم جزء من قطيع الوعل الغربي الشاسع وادي نهر كوبوك كمنطقة شتوية. 

## معلومات عامّة
من المفترض عمومًا أنّ نهر كوبوك ينبع من بحيرة ووكر. ومع ذلك، فإن منابع النهر تقع شرق بحيرة ووكر في جبال إنديكوت داخل بوابات منتزه ومحميّة القطب الشّمالي الوطني، شمال الدّائرة القطبية الشّمالية مباشرةً. يتدفّق لفترة وجيزة جنوبًا، وينحدر من الجبال عبر وديان مذهلة (وادي كوبوك العلوي والسّفلي)، ثمّ يتدفّق بشكل عام غربًا على طول الجانب الجنوبيّ من سلسلة جبال بروكس الغربيّة في وادي واسع للأراضي الرّطبة. ويمرّ في الوادي بمجتمع متصل من القرى المحليّة الدّاخلية، بما في ذلك كوبوك وشونجناك وأمبلر، حيث يستقبل نهر أمبلر. في الرّوافد السّفلية للنّهر، حيث يمرّ بين جبال بيرد ووارينج، يجتاز منتزه وادي كوبوك الوطني، موقع 25 ميل مربع (65 كـم2) كثبان كوبوك الرملية. ثم يمر كيانا. يدخل النهر دلتاه الواسعة حوالي 10 أميال (16 كم) جنوب غرب كيانا. تقع الدلتا في مدخل هوثام لمضيق كوتزبيو على بعد حوالي 30 ميلاً (48 كم) جنوب شرق كوتزبيو. 

## تاريخ
اسم الإنويت في كوبوك Kuuvak يعني "النهر العظيم". تمّ نسخه لأوّل مرة بواسطة جون سيمبسون في عام 1850 باسم "كووك". تمّ استكشافه بواسطة الملازم جي إم ستوني، من البحرية الأمريكية، في 1883-1886، والّذي كتب الاسم "كو باك"، لكنّه اقترح تسميته "بوتنام" تكريمًا للسيد تشارلز بوتنام، من البحرية الأمريكية، ضابط رودرجر، الّذي تمّ نقله إلى البحر على الجليد وفقدت عام 1882. اكتشف الملازم جي سي كانتويل، USRCS، النّهر أيضًا في عامي 1884 و1885 وقام بتهجئة اسم "كوواك" على خريطته و"كواك" في نصّه. كتب إيفان بيتروف اسم النهر "كوواك" في عام 1880، وقام دبليو إتش دال بتهجئة اسم النهر "كووك" في عام 1870. حصل الملازم إتش تي ألين، الولايات المتحدة الأمريكية، على اسم كويوكون الهندي في عام 1885 والذي كان يكتب "حلواتنا" و"حلواتنا". 
لقد مارس السّكان الأصليّون الصّيد والعيش على طول نهر كوبوك لمدّة لا تقل عن 12500 عام، وكان منذ فترة طويلة طريق نقل مهم لشعوب المناطق الدّاخلية. في عام 1898، كان النّهر مسرحًا لفترة قصيرة من اندفاع الذّهب تسمّى تدافع نهر كوبوك، والّتي شارك فيها حوالي 2000 منقّب في المجموع. بعد سماع الذّهب على طول نهر كوبوك وروافده، انطلق عمّال المناجم من سياتل وسان فرانسيسكو على متن السّفن للوصول إلى مصبّ نهر كوبوك. عند وصولهم، أخبرهم السّكان الأصليّون أنّ الأمر كان عملية احتيال، ولم يسافر سوى حوالي 800 شخص فقط إلى أعلى النّهر. وكانت النّتيجة أنّه تمّ العثور على القليل من الذّهب أو لم يتمّ العثور عليه على الإطلاق، وفقط على عدد قليل من روافد النّهر. في عام 1980، حدّد كونغرس الولايات المتحدة مساذفة 110 ميل (177 كـم) من النهر في اتجاه مجرى النهر من بحيرة ووكر باعتباره نهر كوبوك البري والمناظر الطبيعية الخلابة كجزء من نظام الأنهار البرية والمناظر الطبيعية الوطنية. ويعتبر النهر وجهة متميزة للطفو الترفيهي.

## مناخ
يقع حوض نهر كوبوك إلى الشّمال مباشرة من الدّائرة القطبية الشمالية ويتمتع بمناخ قاريّ.. الصّيف قصير ودافئ، في حين الشّتاء طويل وبارد. متوسّط درجة الحرارة السّنوية في الأجزاء الوسطى والعليا من وادي كوبوك هو -6درجة مئوية، ومتوسّط درجة الحرارة في شهر يوليو هو 15درجة مئوية. المتوسّط 21بوصة (53سم) من هطول الأمطار في الحوض. ومع ذلك، يمكن أن يتراوح هطول الأمطار الفعلي من 15 إلى 40 بوصة (40-100 سم) مع سقوط كميات أكبر في الروافد العليا لحوض النهر.
يعتبر حوض نهر كوبوك حسّاسًا للغاية للتّغيرات في المناخ. لقد ارتفعت درجة حرارة مناخ القطب الشّمالي بمعدّل ضعف المعدّل العالمي تقريبًا في العقود القليلة الماضية. تُظهر سجّلات درجة حرارة الهواء من عام 1961 إلى عام 1990 المسجّلة عند خطوط عرض نهر كوبوك، اتّجاهًا للاحترار يبلغ حوالي 1.4 درجة درجة فهرنهايت (0.78 درجة مئوية) لكل عقد. وكان ارتفاع درجات الحرارة هو الأقوى في أشهر الشّتاء والرّبيع. يعتبر تغير المناخ حاليًا أشد الضغوط البيئية خطورة في حوض نهر كوبوك وفي جميع أنحاء ألاسكا. 
وكمثال، سوف يتسبّب تغيّر المناخ في ذوبان الجليد الدّائم على نطاق واسع في المنطقة المتقطّعة وتغيّيرات كبيرة في المنطقة المستمرّة. يمكن أن يؤدي ذوبان التّربة الصّقيعية إلى ظهور منخفضات غير منتظمة ( تضريس حراري ) بسبب انحسار التربة. وهذا يمكن أن يغيّر أنماط الصّرف وحتى يغيّر مسار الجداول. بينما يمكن أن تصبح مناطق أخرى شبيهة بالمستنقعات. وبالإضافة إلى ذلك، سينخفض استقرار المنحدرات وقد يؤدّي تدهور التربة الصقيعية إلى تآكل ضفاف الأنهار مما يؤدي إلى زيادة في نقل الرواسب عبر الأنهار. ستؤثر هذه التغييرات الفيزيائية على دورة المغذيات والعمليات البيولوجية داخل الحوض أيضًا.

## الجيولوجيا والتربة
تظهر مناطق التّربة الصّقيعية على طول نهر كوبوك في الشكل المصاحب.

## الجيومورفولوجيا

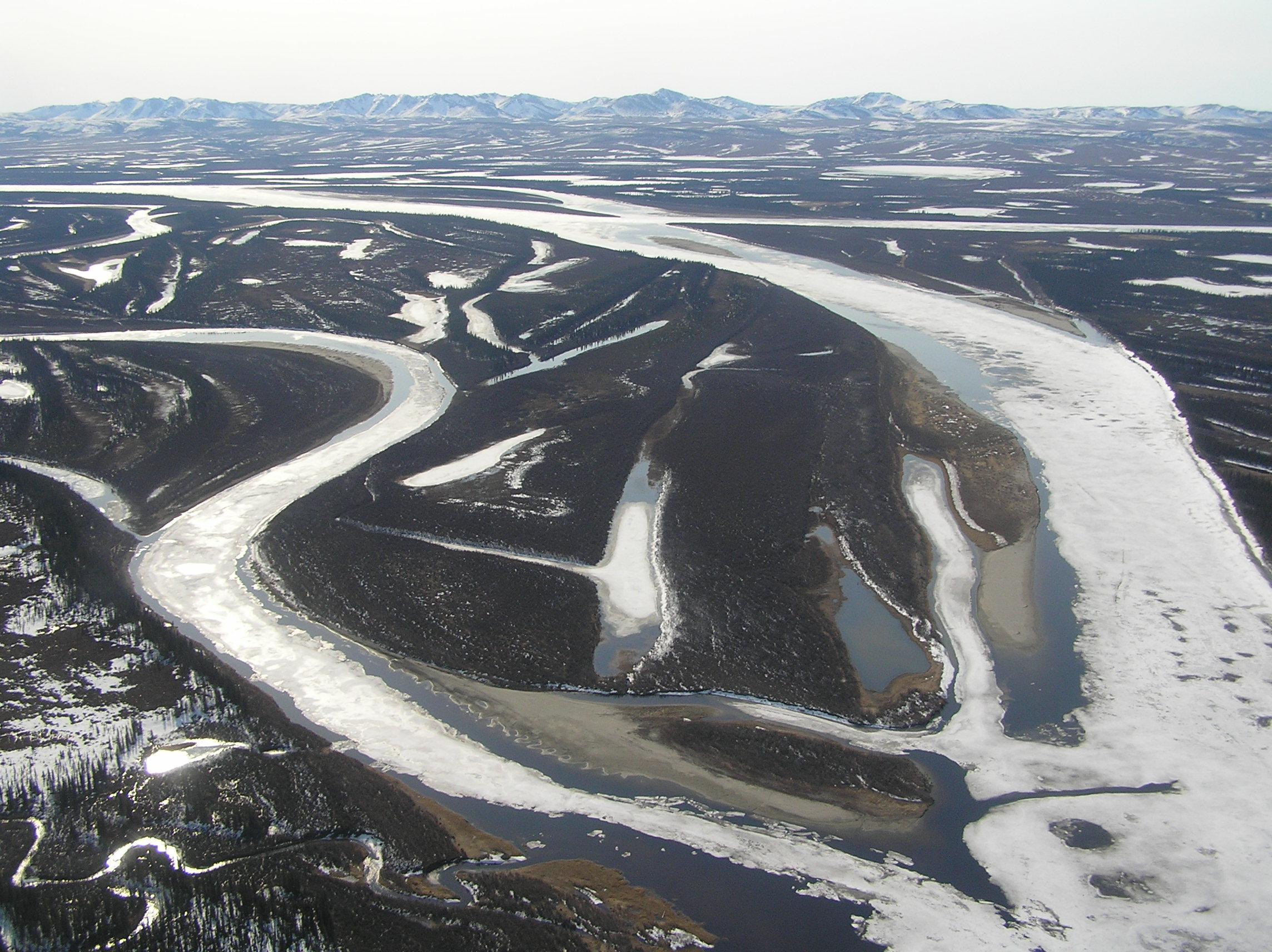
نهر كوبوك غرب كيانا، ألاسكا

نهر كوبوك هو نهر محيط بالجليد، تغذّيه بقايا بحيرة جليدية (بحيرة ووكر) والثّلوج الجبليّة الذّائبة في سلسلة جبال بروكس. فهو يقطع قناة عبر المناظر الطّبيعية الّتي تهيمن عليها التّربة الصّقيعية. إن الشكل والهيكل الحاليين لكوبوك هو نتيجة مباشرة لمراحل عديدة من التآكل وتكوين القناة بعد التراجع الجليدي الأخير.
ومع تراجع النّهر الجليدي وذوبانه لأوّل مرّة، سقطت كميّات كبيرة من الرّواسب شديدة التّآكل والحبيبات الدّقيقة في الوديان الجبلية المرتفعة نسبيًّا. إنّ توفّر هذه الرّواسب الدّقيقة والفضفاضة جنبًا إلى جنب مع التدرّج العالي لتحويل نهر كوبوك المتشكّل حديثًا إلى نظام نقل رواسب سريع العمل. التقط النّهر الجليدي من منابعه العليا ونقله إلى أسفل مجرى النّهر حتّى يتضاءل الانحدار. عندما واجه النّهر أرضًا مسطحة، قام بترسيب حمولته من الرواسب مما أدى إلى إنشاء سهول فيضانية واسعة ومسطحة ومراوح غرينية وانحناءات متعرجة من خلال التفاقم. 
بعد المرحلة الأولى من التّراكم ونقل الرّواسب، بدأت كوبوك مرحلة جديدة من التّعرية وتطوير التّضاريس. استنفد النّهر مخزونه من الرّواسب القابلة للتّآكل بسهولة في اتّجاه مجرى النّهر، ممّا أدّى إلى تقليل حمل الرّواسب وزيادة قدرته على تحمّل الحمولة في اتّجاه مجرى النّهر. مع زيادة سعة النّهر، بدأ النّهر في شقّ المروحة الغرينية الّتي أنشأها سابقًا، مما أدى إلى نقل الرواسب المخزنة لفترة طويلة في سهوله الفيضية الأصلية إلى السهول الفيضية الأحدث إلى مسافة أبعد في اتجاه مجرى النهر. 
وفي أسفل مستجمع مياه كوبوك، عمل النّهر بالتّنسيق مع الرّيح لإنشاء أحد أشهر التّضاريس في ألاسكا: كثبان كوبوك. هذه الكثبان الرّملية الكبيرة هي السّلف الحديث للرّواسب الغرينية الّتي تشكلت وسيطر عليها تبادل العمليّات الإيولية والنهرية. في المناخات الرّطبة، يحتوي النهر على المزيد من المياه، وبالتالي المزيد من الطاقة، ويمر عبر قاع رملي. وفي أوقات المناخ الأكثر جفافًا، تهيمن الرياح وتدفع الكثير من الرواسب إلى نظام نهري أضعف، مما يؤدي إلى تفاقم المشكلة وإعادة توزيع السّهول الفيضية.
في الوقت الحالي، يعدّ نهر كوبوك في مجراه الأوسط والسّفلي مجرىً مفعمًا بالحيوية، مع وجود عدّة قنوات مضفرة في بعض الأماكن، ومنحنيات متعرّجة واسعة مهاجرة، وبحيرات قوسيّة. ويتمّ التّحكم فيه من خلال دورات سنوية من التّجميد والذّوبان، تمامًا مثل المناظر الطبيعيّة المحيطة به. لمدّة ستّة أشهر من العام، يظلّ النّهر ساكنًا إلى حد كبير، متجمدًا من الأعلى بطبقة سميكة من الجليد. وفي الرّبيع، تؤدي درجات الحرارة الأكثر دفئًا إلى بدء ذوبان هذا الجليد. لكن العملية الناتجة ليست تدريجية. وبدلاً من ذلك، فإنّ ضغط ذوبان الجليد من أعلى النّهر يتراكم على "سدود" الجليد في قناة النهر، مما يؤدي في النهاية إلى حدث "تفكك الجليد"، حيث يتحرك فيضان الجليد والماء بقوة في اتجاه مجرى النهر.
هذه الأحداث الرّبيعية السّنوية لها عدة عواقب مهمة. أولاً، أدى النهر إلى تقويض وتآكل ضفافه بشكل كبير، بسبب قطع الجليد الكبيرة سريعة الحركة الّتي نحتت قناة النّهر قبل أن يبدأ في التّدفق إلى السّهول الفيضيّة، والّتي تتراوح من 1 إلى 6 أميال (1.6-9.7).كم) باستثناء منطقة التقاء الروافد الرئيسية. ثانيًا، يتحرّك النّهر جانبيًا بسرعة كبيرة وبشكل كبير، ويعيد اختراع القنوات الجانبيّة كلّ عام حيث تغرق مجاريه الثّانوية في كلّ فيضان سنوي بكمية هائلة من الرّواسب. أخيرًا، نظرًا لأنّ النّهر محاط في الغالب بالتّربة الصّقيعية ولأنه خلال حدث الانفصال الرّبيعي لا تزال هناك أجزاء كبيرة من الأرض المتجمدة بالقرب من ضفافه، غالبًا ما تنقل الفيضانات كميّات كبيرة من الرّواسب الدّقيقة عبر مساحات واسعة من السهول الفيضية في صفائح رقيقة من الماء التي تنزلق بسهولة عبر الأرض المتجمدة. تُترجم هذه الخصائص أيضًا إلى موطن متغير نسبيًا لأنواع كوبوك الأصلية.
في أقصى الغرب، يصبّ نهر كوبوك في مدخل هوثام، الذّراع الشّرقي لمضيق كوتزبيو. ولكن خلال العصور الجيولوجيّة الحديثة، عندما كان مستوى سطح البحر أقل، تمّ ربط أنهار نواتاك وكوبوك وسيلاويك. الآن، لديهم دلتا منفصلة بها العديد من البحيرات والمستنقعات وأنظمة القنوات الشبكية المعقدة. تتكون الدلتا بشكل أساسي من الطمي والرمل والحصى. 

## المياه السطحية والهيدرولوجيا

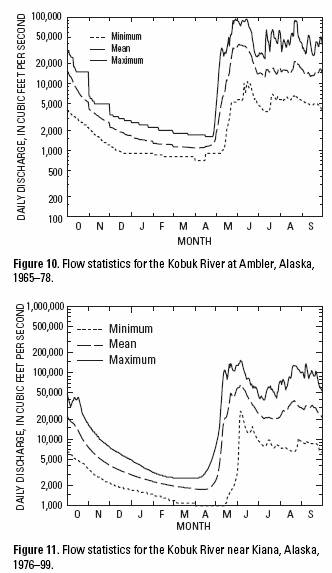

نهر كوبوك مغطى بالجليد لمدّة ستة أشهر في السّنة  وبشكل عام، تعتبر أواخر أكتوبر إلى أواخر مايو فترة انخفاض التّدفق نسبيًّا. سنويًّا، يعكس الرّسم الهيدروغراف قمّتين للفيضان: الأولى ترتبط بانفصال الرّبيع والّثانية، وهي قمّة أقل، ترتبط بهطول الأمطار في أواخر الصّيف. ومع بدء ذوبان الثّلوج في نهاية شهر مايو، يزداد التدفق في نهر كوبوك مع حدوث معظم الجريان السّطحي خلال شهر يونيو. يهيمن على التدفق خلال فصل الصيف (من يوليو إلى سبتمبر) أحداث هطول الأمطار المتغيرة.
تتدفق معظم الروافد الرئيسية لنهر كوبوك من الشمال، لتجفف الجبال في سلسلة جبال بروكس الجنوبية. من الشرق إلى الغرب، تشمل هذه نهر ريد، بيفر كريك، نهر مونيلوك، نهر كوجولوكتوك، نهر شوجناك، نهر أمبلر، نهر أكيليك، نهر توتوكسوك، نهر السلمون، ونهر السنجاب.  يوجد داخل منتزه وادي كوبوك الوطني أنهار كالاريشوك وكاليغوريشيرك وأديليك. وتقع جميع منابعها في جبال بيرد.  الرّوافد الرّئيسية الّتي تتدفق شمالًا من جبال وارنج هي نهر باه ونهر بيك ونهر نياكتوفيك. يستنزف نهر باه منطقة منخفضة من الحوض. تتمتع معظم الروافد الرئيسية التي تستنزف مناطق الإغاثة المرتفعة بوحدة جريان أعلى من الروافد التي تستنزف مناطق الإغاثة المنخفضة.
تقع بحيرة ووكر على ارتفاع 194 متر (636 قدم) في منابع نهر كوبوك. تشمل ميّزات المياه السّطحية الأخرى داخل الحوض بحيرة سيلبي وبحيرة نوتوفوكتي وبحيرة نوروتاك. بالإضافة لذلك، توجد العديد من البحيرات والبرك الصّغيرة في الأراضي المنخفضة على طول النّهر، وقد تشكّل بعضها على شكل أقواس منفصلة للنهر المتعرج والبعض الآخر تشكل حيث ذوبان التربة الصقيعية وتسبب في المنخفضات.
تتوفّر سجّلات التّدفق من محطّات مراقبة هيئة المسح الجيولوجي الأمريكيّة في أمبلر وكيانا. يتراوح متوسّط التّدفق السّنوي لنهر كوبوك عند أمبلر من 5,839 قدم مكعب لكل ثانية (165.2 م3/ث) إلى 14,890 قدم مكعب لكل ثانية (421 م3/ث) خلال فترة التّسجيل 1966-1978، مع ذروة تصريف تتراوح بين 30,000 قدم مكعب لكل ثانية (850 م3/ث) إلى 95,000 قدم مكعب لكل ثانية (2,700 م3/ث). بالقرب من كيانا، تتراوح متوسّط التّدفق السّنوي بين 10,020 قدم مكعب لكل ثانية (284 م3/ث) إلى 24,960 قدم مكعب لكل ثانية (706 م3/ث) للفترة 1977-1999 مع قمم تبلغ 45,000 قدم مكعب لكل ثانية (1,300 م3/ث) إلى 161,000 قدم مكعب لكل ثانية (4,600 م3/ث) . يمكن أن تنجم تدفّقات الذّروة عن كميّات كبيرة من المياه المنطلقة عند فشل انحشار الجليد. سجلّات التّدفق متاحة أيضًا لخور دال، وهو من روافد نهر كوبوك عند نقطة التقاء بالقرب من مدينة كوبوك.

## أنظر أيضا
- قائمة أنهار الولايات المتحدة.
- قائمة الأنهار البرية.